# Amanita ocreata
Amanita ocreata Peck – gatunek silnie trujących grzybów z rodziny muchomorowatych (Amanitaceae). Występuje głównie w północno-zachodniej Ameryce Północnej. W USA grzyb ten powszechnie nazywany jest "aniołem śmierci" (death angel) lub "aniołem zniszczenia" (destroying angel). Muchomora ocreata po raz pierwszy opisał amerykański mykolog Charles Horton Peck w 1909 r.

## Systematyka i nazewnictwo
Pozycja w klasyfikacji według Index Fungorum: Amanita, Amanitaceae, Agaricales, Agaricomycetidae, Agaricomycetes, Agaricomycotina, Basidiomycota, Fungi.

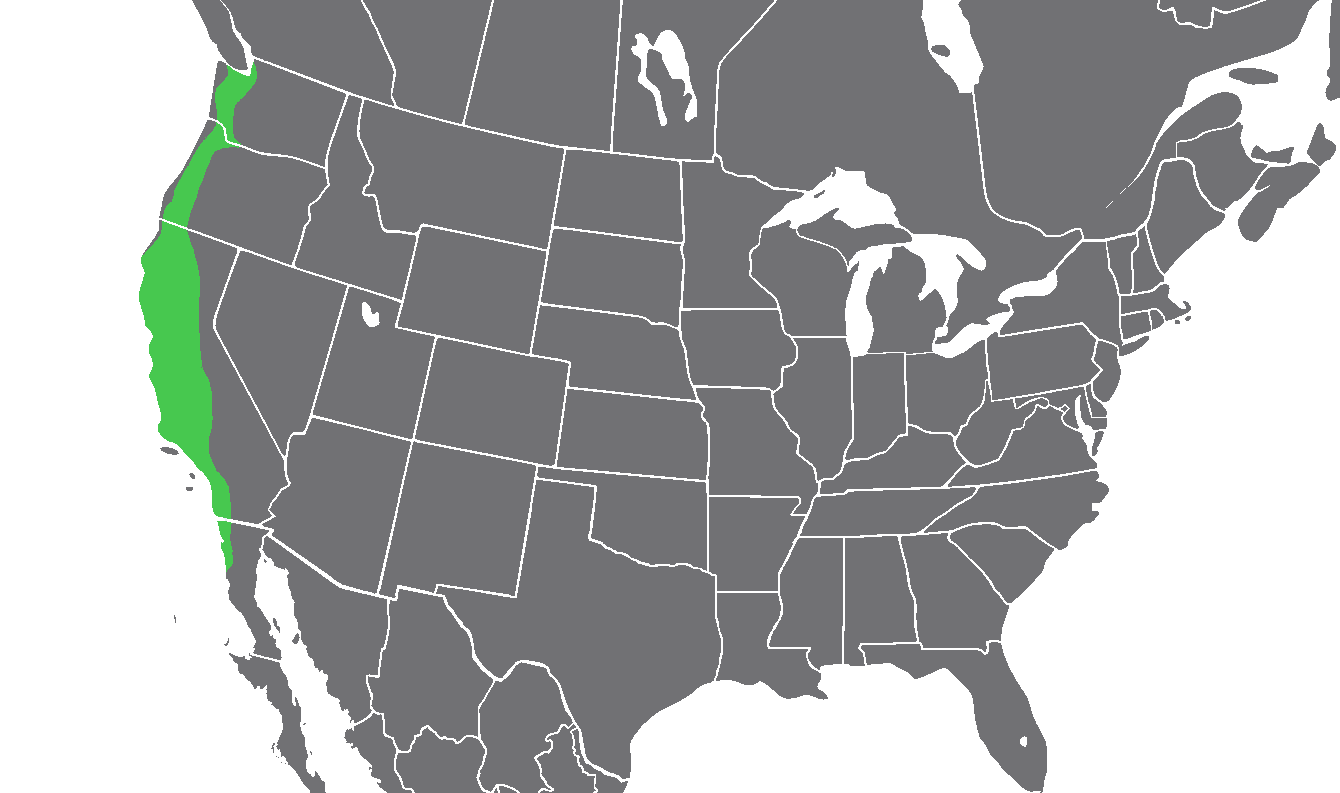
Zasięg występowania Amanita ocreata